# Ticho
Ticho è il secondo album di studio della cantante pop rock ceca Ewa Farna. Il CD ha venduto circa 25 000 copie in Repubblica Ceca ed è stato certificato disco di platino.

## Tracce
1. "Ticho"
2. "La la laj"
3. "Z bláta do louže"
4. "Ponorka"
5. "Nemám na vybranou"
6. "Tenkrát"
7. "Přátelství"
8. "Blíž ke hvězdám"
9. "Náhoda"
10. "Případ ztracenej"
11. "Něco nám přejte"
12. "Pošli to dál"
13. "Směj se"

## Classifiche
| Classifica (2007)  | Posizione massima |
| ------------------ | ----------------- |
| Czech Albums Chart | 2                 |